# Hypenorhynchus erectilineatum
Hypenorhynchus erectilineatum är en fjärilsart som beskrevs av George Francis Hampson 1895. Hypenorhynchus erectilineatum ingår i släktet Hypenorhynchus och familjen mätare. Inga underarter finns listade i Catalogue of Life.